# HSG Unterdürrbach/Veitshöchheim
Die HSG Unterdürrbach/Veitshöchheim war eine Handball-Spielgemeinschaft aus dem unterfränkischen Landkreis Würzburg, die sich aus den Handballabteilungen des TV Unterdürrbach und der TG Veitshöchheim zusammensetzte.

## Geschichte
Die aus Unterdürrbach, einem Würzburger Stadtteil und Veitshöchheim, einer Gemeinde im Landkreis Würzburg stammenden Vereine führten über viele Jahre eine Spielgemeinschaft, die den bayerischen Pokalsieg, die unterfränkische Meisterschaft, die nordbayerische Meisterschaft und den Aufstieg in die Bayernliga/4. Liga zu ihren Erfolgen zählt. Dazu zählt auch der Einzug in die DHB-Pokal Hauptrunde, bei der sie aber gegen den Drittligisten HG Saarlouis ausschieden.

### Erfolge
| - Bayerischer Pokalsieger 2000 - Teilnehmer am DHB-Pokal 2000/01 - Aufstieg in die Bayernliga (4. Liga) 2002 | - Nordbayerischer Landesligameister 2001 - Aufstieg in die Nordbayerische Landesliga - Unterfränkischer Meister |

### TV Unterdürrbach
Nach Auflösung der HSG wurde auch die Handballabteilung des TV Unterdürrbach aufgelöst.

### TG Veitshöchheim
Die TG Veitshöchheim bildete im Jahre 2010 zusammen mit der Handballabteilung der SG Margetshöchheim die Spielgemeinschaft HG Maintal (Handballgemeinschaft Maintal), die mit zwei Herrenmannschaften, zwei Damenteams und mehreren Jugendmannschaften am Spielbetrieb des Bayerischen Handballverbandes (BHV) teilnimmt.